# Bejzbol
Bejzbol (od engleskog naziva baseball, što dolazi od riječi base što znači baza i riječi ball što znači lopta) jest momčadski sport u kojem se loptica udara palicom. Osnovni cilj igre momčadi u napadu je udariti bačenu lopticu na način da prije nego što protivnička obrana lopticu uhvati igrači napada 'osvoje' neku od četiri označene baze. Postoji i podvarijanta bejzbola koja se igra na manjem terenu i s nešto većom loptom koja se naziva softbol, a primjerenija je natjecanjima žena i mlađih dobnih kategorija.
Bejzbol je standardni sport na Olimpijskim igrama od Igara u Barceloni 1992. godine.

## Pravila
Bejzbol je igra između dvije momčadi s po devet igrača koje vodi menadžer, a igra se na ograđenom igralištu pod nadzorom jednog ili više sudaca. Pobjednik je ona momčad koja na kraju utakmice osvoji više runs (bodova). Bodove može osvajati samo momčad koja se nalazi u fazi napada, dok momčad koja se nalazi u obrani nastoji izbacivanjem trojice napadača doći u fazu napada. Bod se osvoji kad neki od igrača momčadi u napadu na dozvoljeni način osvoji sve četiri obilježene baze.

### Igralište
Igralište ima oblik lepeze u čijem vrhu se nalazi home base (kućna baza).
Infield je dio igrališta koji ima oblik kvadrata u čijim se vrhovima nalaze baze: Home base (kućna baza), first base (prva baza), second base (druga baza) i third base (treća baza). Udaljenost između baza iznosi 27,45 m.
Pitcher's mound je brdašce koje se nalazi u sredini infielda. Na njemu se nalazi pitcher's plate (tanka pravokutna ploča od gume) koji je od vrha kućne baze udaljen 18,30 m.
Outfield je dio igrališta između foul linija, a faul linije su produžeci stranica infielda između kućne i prve baze, odnosno kuće i treće baze. Infield i outfield uključujući i foul linije, čine Fair territory (fair teritorija), dok je ostalo područje Foul territory (foul teritorija). Udaljenost od kućne baze do najbliže ograde, tribina ili drugih objekata u fair teritoriji mora biti 76 m ili više, a preporuča se da bude 98 m po foul linijama i 122 m po sredini igrališta. Iza kućne baze nalazi se backstop (zaštitna mreža), te se preporuča da on, kao i svi drugi objekti (tribine, ograde i sl.) u foul teritoriji, budu udaljeni najmanje 18 m od najbliže baze.

### Igra
Utakmica ima 9 inninga. Inning (izmjena) je dio utakmice u kojem obje momčadi sudjeluju u fazi obrane i napada. U prvoj je polovici inninga domaća momčad u obrani, a gostujuća u napadu, dok je u drugoj polovici gostujuća momčad u obrani, a domaća u napadu. Momčad se nalazi u fazi obrane kada su svi njezini igrači s baseball rukavicama raspoređeni u igralištu po svojim pozicijama.
Cilj momčadi u obrani je da izbacivanjem trojice napadača dođe u fazu napada jer se bodovi (runs) osvajaju samo u napadu. Cilj momčadi u napadu je da osvajanjem prve, druge, treće i kućne baze, dakle optrčavanjem sve četiri baze osvoji run (bod).
Momčad se nalazi u fazi napada kada njezini igrači jedan za drugim po unaprijed utvrđenom redoslijedu (Line up) izlaze na udaranje, dok ostali igrači svoj red čekaju na klupi. Nakon što dođe na red svih devet igrača, ponovo počinju od prvog u line up-u.

### Napad
Momčad koja je u napadu nastoji osvajanjem sve 4 baze osvojiti bod. U tome je pokušavaju spriječiti igrači momčadi koja je u obrani. Napadači počinju napad tako da prvi igrač koji je na redu po line up-u uzima baseball palicu i izlazi na udaranje (na početku utakmice to je onaj napadač koji je prvi po line up-u, a u kasnijim ininzima to je onaj napadač koji je u line up-u prvi iza igrača koji je u prethodnom inningu završio izlazak na palicu, tj.at bat). U tom trenutku on je batter (udarač) i pokušava osvojiti prvu bazu.

#### Batter (udarač)
```
Udarač je napadač koji s palicom zauzima svoju poziciju u batter's box-u. Jedan izlazak na palicu naziva se at bat, te svaki udarač za vrijeme jedne utakmice izlazi više puta na palicu.
```

Izlazak udarača na palicu (at bat) završava:
- njegovim izbacivanjem (out)
- kada udarač postane trkač.

Udarač postaje runner (trkač) i osvaja prvu bazu bez mogućnosti da bude izbačen kada:
- sudac dosudi četiri loše loptice (four fauls)
- ga dotakne bačena loptica koju nije pokušao udariti (hit by pitch), osim kada je loptica dotakla udarača u strike zoni (tada je to samo strike), ili udarač nije pokušao izbjeći lopticu (tada je to ball tj. loša loptica)
- ga ometa catcher ili bilo koji drugi igrač protivničke momčadi, lopta udarena u fair teritoriju dotakne suca ili trkača u polju prije nego dotakne bilo kojeg obrambenog igrača.

Udarač postaje runner (trkač) kada:
- udari fair ball,
- catcher protivničke momčadi ne uhvati treći strike, osim kad je trkač na prvoj bazi s manje o d dva out (npr. kada je jedan out s trkačem na prvoj bazi, tada je batter out bez obzira je li catcher uhvatio lopticu ili ne),
- udari lopticu preko ograde u fair teritoriju tj. udari home run,
- i još u pet, ne baš čestih situacija.

#### Runner (trkač)
Runner (trkač) je napadač koji osvajanjem sve četiri baze nastoji osvojiti bod za svoju momčad.
Uloga trkača završava:
- njegovim izbacivanjem (out),
- osvajanjem boda,
- izbacivanjem trećeg napadača (udarača ili trkača)- trkač je ostao na bazi, ali će u sljedećem inningu njegova momčad započeti napada s praznim bazama.

Trkač može osvojiti baze na sljedeće načine:
- na dobar udarac svog suigrača,
- tako da 'ukrade bazu' tj. da u pogodnom trenutku osvoji sljedeću bazu koristeći nepažnju obrambenih igrača ili da jednostavno bude brži od obrane (u ovom slučaju obrana može izbaciti trkača jedino ako obrambeni igrač dok trkač nema kontakt s bazom dotakne trkača lopticom ili rukavicom u kojoj je loptica),
- kada napreduje za jednu bazu bez mogućnosti da bude izbačen jer je prisiljen osloboditi bazu za udarača koji je postao trkač u situaciji kada udarač postaje trkač i osvaja prvu bazu bez mogućnosti da bude izbačen (Na jednoj bazi može biti samo jedan trkač ; npr. ako udarač na four balls (četiri loše bačene loptice) dobije prvu bazu, trkač s prve baze pomiče se na drugu bazu),
- Kada sudac dosudi balk (npr. kada pitcher napravi bilo koji pokret kao da će baciti udaraču, a ne baci loptu, zatim kada pitcher 'fintira' bacanje na prvu bazu bez da baci lopticu, zatim kada pitcher baci lopticu prema udaraču bez da je iskoračio prema kućnoj bazi, te u još 10 ostalih situacija).
- i u još desetak, ne baš čestih, situacija.

Obrambeni igrači u svakom slučaju pokušavaju da udarač, nakon što postane trkač, osvoji što manje baza.

### Obrana
Momčad u obrani nastoji izbacivanjem trojice napadaća (udarača ili trkaća) doći u fazu napada u kojoj će moći osvajati bodove. U obrani se ne osvajaju bodovi.
Momčad ima devet igrača, pa ih je i devet u obrani prema točno određenim pozicijama. Oni su također u line up-u prema kojem će izlaziti na udaranje kada dođu u napad. Uspjeh obrane ponajviše ovisi o pitcheru.

#### Pitcher (bacač)
Pitcher je igrač obrane koji baca loptice udaračima. O brzini i preciznosti njegovih bacanja, izmjeni vrsta loptica koje baca (npr. fast, slider, change,...) i izmjeni lokacije loptica (npr. vanjska i niska, unutarnja i visoka...), ovisi uspjeh udarača. Svaka momčad mora imati barem pet pitchera, a MLB (Major League Baseball) momčadi imaju i više od deset pitchera.

#### Catcher (hvatač)
Pitcher baca loptice catcheru koji zbog opasnosti okrznutih loptica ili loptica bačenih u zemlju mora nositi zaštitnu opremu koja se sastoji od štitnika za noge, prsluka, štitnika za vrat, maske i kacige. Catcher daje znakove pitcheru i vodi momčad u obrani.

#### Ostali igrači obrane
Ostali igrači u obrani dijele se na infieldere i outfieldere:
- Infielder je igrač u infieldu (osim pitchera i catchera još su četiri infieldera: igrač prve baze (first baseman ili 1B), igrač druge baze (second baseman ili 2B), igrač treće baze (third baseman ili 3B) i međubazni igrač (shortstop ili SS)).
- Outfielder je igrač u outfieldu (trojica: lijevi vanjski (left fielder ili LF), srednji vanjski (center fielder ili CF) i desni vanjski (right fielder ili RF)).

Dozvoljeno je da igrači u obrani mijenjaju pozicije i do nekoliko puta iako će to najviše biti jednom za vrijeme jedne utakmice, jer su igrači pripremljeni za određene pozicije. Momčad u obrani nastoji izbacivanjem tri protivnička napadača doći u fazu napada u kojoj će moći osvajati bodove. Igrači u obrani su raspoređeni po svojim pozicijama u igralištu i imaju baseball rukavice koje im olakšavaju hvatanje loptice.
Batter (udarač) je izbačen kada:
- je njegova fly loptica (loptica u zraku), bilo u fair bilo u foul teritoriji, uhvaćena od strane obrambenog igrača,
- je catcher ulovio treći strike,
- catcher nije ulovio treći strike, a trkač je na prvoj bazi s manje od dva out,
- ga u pokušaju da udari treći strike dotakne loptica (inače je to samo prvi ili drugi strike),
- lopticu udarenu u fair teritoriju dotakne prije obrambenog igrača,
- nakon što je loptica udarena, njegova palica po drugi put dotakne lopticu u fair teritoriji,
- nakon trećeg strike-a kojeg nije ulovio catcher bude dotaknut lopticom (ili rukavicom u kojoj je loptica) ili je loptica bačena na prvu bazu prije nego što je on dotakne,
- nakon udarca loptice u fair teritoriju bude dotaknut lopticom (ili rukavicom u kojoj je loptica) ili je loptica bačena na prvu bazu prije nego što je on dotakne,
- namjerno ometa obrambenog igrača u hvatanju ili bacanju loptice,
- i u još desetak, ne baš čestih situacija

Runner (trkač) je izbačen kada:
- trči više od 1 m od linije između baza u pokušaju da izbjegne izbacivanje doticanjem od strane obrambenog igrača osim kada.
- pokušava izbjeći igrača u obrani koji hvata lopticu kako ga ne bi omeo, ili
- nakon što dotakne prvu bazu napusti liniju očito u pokušaju napredovanja prema sljedećoj bazi,
- namjerno dotakne lopticu u polju ili ometa obrambenog igrača u hvatanju loptice,
- je dotaknut lopticom (ili rukavicom u kojoj je loptica) dok nema kontakt s bazom,
- se ne vrati na bazu prije loptice koja je ulovljena u zraku (v. FLY BALL),
- ako on ili sljedeća baza, u situaciji kada mora napredovati (v. FORCE PLAY) kako bi oslobodio bazu za udarača ili trkača koji dolazi iza njega, budu dotaknuti prije osvajanja te baze, se dva trkača nađu na istoj bazi (ako dva trkača dotiču istu bazu izbačen je kasniji trkač),
- ga dotakne loptica udarena u fair teritoriju prije nego što je dotakla ili prošla infieldera,
- i u još šest, ne baš čestih, situacija.

## Suci
Suci su službene osobe lige zadužene za vođenje utakmica u skladu sa službenim baseball pravilima. U Europi se, pa tako i kod nas, primjenjuju 'Official Baseball Rules' (službena baseball pravila) izdana od Nacionalnog baseball kongresa u SAD-u u godini koja prethodi godini natjecanja.
Za odigravanje utakmice dovoljan je i samo jedan sudac, iako ih u pravilu bude više. U World Series (finale američkih profesionalnih liga) sudi šest sudaca (glavni sudac, tri bazna suca i dva u vanjskom polju). Glavni sudac (plate umpire) – nalazi se iza catchera. Zadaća glavnog suca je da:
- vodi utakmicu,
- zove i broji ball-ove i strikeove-ove
- procjenjuje je li loptica udarena u fair ili foul teritoriju (ponekad o tome odlučuje i sudac u polju)
- donosi sve odluke u pogledu udarača(npr. je li zamahnuo palicom, je li pri zamahu iskoračio iz svog batter's boxa, je li ga pogodila loptica i sl.)

Glavni sudac zove strike (dobru loptu) tako da vikne 'strike' uz pokret rukom, ovisno o njegovom stilu. Suci se stvarno trude da budu prepoznatljivi po svom stilu tako da nema određenog pravila za pokazivanje strike-a (npr. pokazivanje prstom u stranu, pokazivanje šakom u stranu ili prema gore). Kada sudac zove ball (lošu loptu) najčešće ne pokazuje niti ne izgovara ništa, no ponekad on kaže catcheru gdje je po njegovom mišljenju bila loptica (niska, visoka, vanjska ili unutarnja).
Glavni sudac označava count (trenutni omjer strike-ova i ball-ova) tako da prstima lijeve ruke pokazuje broj ball-ova, a prstima desne ruke broj strike-ova. Ako je pitcher 'pun' (što znači da je bacio tri ball-a) sudac to može pokazati i sa zatvorenom lijevom šakom, a ako je udarač pun (što znači da već ima dva strike-a) sudac to može pokazati i sa zatvorenom desnom šakom. Ako su pitcher i udarač 'puni' (full count) sudac će to pokazati na način da spoji šake.
Sudac u polju (bazni sudac) je na poziciji bilo gdje u polju od kuda je najbolji pregled igre.
Zadaće suda u polju su da:
- donosi sve odluke na bazama osim onih rezerviranih za glavnoga suca,
- zajedno s glavnim sucem zove 'Time', Balk, ilegalan pitch, te na drugi način pomaže glavnom sucu u provođenju pravila.

Sudac, kako glavni tako i sudac u polju, označava izbacivanje napadača (udarača ili trkača) odnosno osvajanje baze od strane trkača na sljedeći način:
- Izbacivanje (out) sudac označava tako da vikne 'out' uz pokret rukom koji je, jednako kao i kod označavanja strike-a, ovisan o stilu suca (najčešće će to biti podizanje stisnute šake prema gore ili prema bazi).
- Osvajanje baza (safe) sudac označava tako da vikne 'safe' i raširi obje ruke (ovdje suci ipak nisu razvili zapaženije stilove).

## Pojmovi
Balk je nedozvoljeni pokret pitchera kada su jedan ili više trkača na bazama, u tom slučaju trkači mogu napredovati za jednu bazu.
Ball je pitch koji nije prošao kroz strike zonu i na kojeg udarač nije zamahnuo.
Base je jedno od četiri mjesta koja mora dotaknuti trkač u nastojanju da osvoji bod.
Base on balls je nagrađivanje prvom bazom udarača koji je propustio četiri loptice bačene izvan strike zone.
Batter's box je područje u kojem udarač mora stajati za vrijeme udaranja
Bunt je udarena loptica na koju udarač nije zamahnuo, već je namjerno postavio palicu kako bi lopticu samo spustio u polje.
Cather's box je područje u kojem se catcher mora nalaziti dok pitcher ne baci lopticu.
Dead Ball je loptica izvan igre zbog legalno nastale privremene odgode igre.
Double Play je igra obrane u kojoj su izbačena dva napadača u jednoj neprekinutoj akciji, ako nema pogrešaka (errors) između izbacivanja.
Fair Ball je udarena loptica koja se zaustavila u fair teritoriji između kućne i prve baze ili između kućne i treće baze, ili ona loptica koja je najprije pala fair teritoriju iza prve ili treće baze, ili ona loptica koja je, dok je na ili iznad fair teritorije, dotakla suca ili igrača, ili ona loptica koja je, dok je bila iznad fair teritorije, izašla u letu izvan igrališta.
Fly Ball je loptica udarena visoko u zrak.
Force Play je igra u kojoj trkač gubi pravo na bazu (mora osloboditi bazu) jer je udarač postao trkač.
Foul Ball je udarena loptica koja se zaustavila u foul teritoriji između kućne i prve baze ili kućne i treće baze, ili ona loptica koja je prošla pored prve ili treće baze po ili iznad foul teritorije, ili ona loptica koja je najprije pala u foul teritoriju iza prve i treće baze, ili ona loptica koja je, dok je na ili iznad foul treitorije, dotakla suca, igrača ili neki objekt koji nije prirodna podloga.
Ground Ball je udarena loptica koja se kotrlja ili odskače po zemlji.
Illegal Pitch je pitch izbačen prema udaraču dok pitcher nema kontakt osnovne noge (pivot foot) s pitcher's plate-om, ili onaj pitch koji je izveden s očitom namjerom da se udarača uhvati van ravnoteže.
Infield Fly je fair loptica (ne uključujući line drive ili pokušaj bunta) koju infielder može uhvatiti s redovnim naporom, kada su zauzete prva i druga baza, ili prva, druga i treća baza, a prije nego što su dva out.
Inning je dio utakmice u kojem su se momčadi izmijenile u obrani i napadu i u kojem su izvedena tri put out-a za svaku momčad.
Live Ball je loptica koja je u igri.
Line Drive je udarena loptica koja ide oštro i direktno od palice do obrambenog igrača bez da dotakne zemlju.
Out je jedno od tri potrebna izbacivanja igrača momčadi u napadu.
Pitch je loptica bačena udaraču od strane pitchera.
'Play' je sučeva naredba da započne igra ili da se nastavi igra nakon dead ball-a.
Run (Score) je bod osvojen od strane napadača koji je napredovao od udarača do trkača i dotaknuo prvu, drugu, treću i kućnu bazu tim redoslijedom.
Run-Down je akcija obrane u pokušaju da izbaci trkača između baza.
'Safe' je izjava suca da je trkač osvojio bazu.
Set Position je jedan od dva dozvoljena stava za pitchera.
Squeeze Play je izraz kojim se označava akcija u kojoj momčad, s trkačem na trećoj bazi, pokušava tog trkača pomaknuti na kućnu bazu tj. osvojiti bod na bunt.
Strike je dozvoljeni pitch kojeg je kao takvog zvao sudac, koji:
- je udarač zamahnuo i promašio,

- udarač nije zamahnuo, ako je bilo koji dio loptice prošao kroz bilo koji dio strike zone,

- je udarač udario u foul teritoriju s manje od dva strike-a,

- je buntom odigran u foul teritoriju,

- dotakne udarač prilikom njegova zamaha,

- dotakne udarača u letu u strike zoni, ili

- je foul tip.

Strike Zona je prostor iznad kućne baze kod kojeg je gornja granica određena vodoravnom linijom u visini sredine između vrha ramena i vrha hlača, a donja granica vodoravnom linijom u visini koljena. Strike zona treba biti određena kad udarač zauzme stav u pripremi zamaha na bacačevu lopticu.
Tag je akcija obrambenog igrača u kojoj on dotiče bazu svojim tijelom dok sigurno i čvrsto drži lopticu u ruci ili rukavici; ili u kojoj dotiče trkača lopticom, odnosno rukom ili rukavicom u kojoj je loptica, dok lopticu drži sigurno i čvrsto u ruci ili rukavici.
'Time' je izjava suca o dozvoljenom prekidu utakmice, za vrijeme kojeg je loptica mrtva (dead ball).
Triple Play je igra obrane u kojoj su izbačena tri napadača u jednoj neprekinutoj akciji, ako nema pogrešaka između izbacivanja.
Wild Pitch je takav pitch koji je toliko visoko, nisko ili u stranu od kućne baze da ne može biti uhvaćen redovnim naporom catchera.
Wind-up Position je jedna od dva dozvoljena stava za pitchera.

## Natjecanja

### Za reprezentacije
- Bejzbol na Olimpijskim igrama
- Svjetski kup u bejzbolu
- Svjetski kup u bejzbolu za žene
- Europska prvenstva u bejzbolu

### Za klubove
- Major League Baseball
- World Series
- Interliga
- Prvenstvo Hrvatske u bejzbolu
- Kup Hrvatske u bejzbolu

## Poveznice
- International Baseball Federation  Arhivirana inačica izvorne stranice od 18. srpnja 2011. (Wayback Machine)
- Baseball Euope (CEB)  Arhivirana inačica izvorne stranice od 31. kolovoza 2004. (Wayback Machine)
- Major League Baseball  Arhivirana inačica izvorne stranice od 13. rujna 2014. (Wayback Machine)
- Minor League Baseball  Arhivirana inačica izvorne stranice od 14. studenoga 2018. (Wayback Machine)
- Hrvatski bejzbol savez  Arhivirana inačica izvorne stranice od 22. lipnja 2013. (Wayback Machine)
- Baseball Reference
- baseball almanac
- baseball prospectus
- Mister baseball  Arhivirana inačica izvorne stranice od 10. listopada 2018. (Wayback Machine) portal o bejzbolu u Europi